# Колорадо (каньон)
 Колорадо  (исп.   Cañón Colorado) — каньон в Боливии. Расположен в департаменте Потоси провинции Суд-Чичас.
Находится в 5,2 километрах от главной площади Пласа Принсипал (исп. Plaza Principal) города Туписа.
Название каньона переводится с испанского языка как «Цветной».

## Каньоны в окрестностях города Туписа
- Каньон-дель-Инка
- Каньон Дель-Дуэнде
- Магико (каньон)
- Эль-Силлар

## Галерея

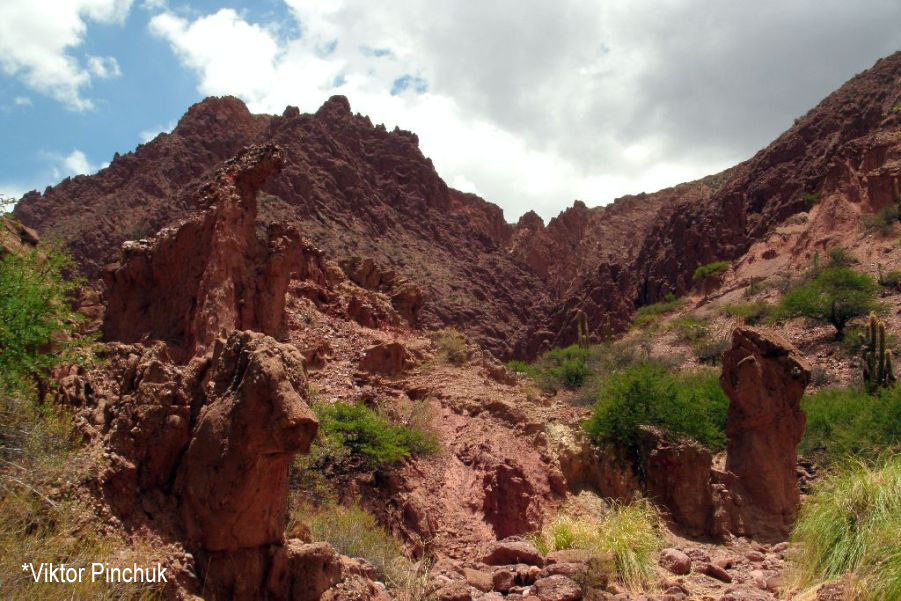
Каньон Колорадо (1)
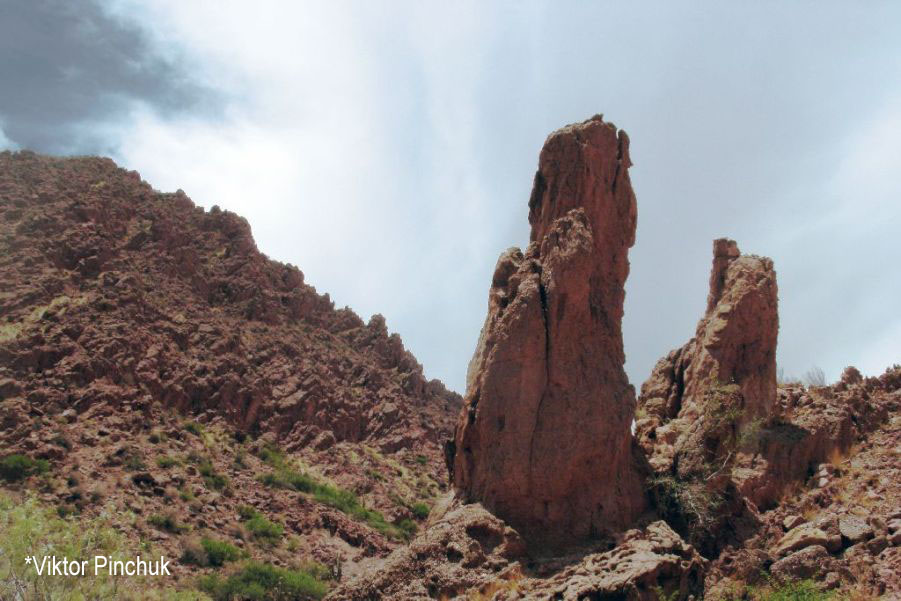
Каньон Колорадо (2)
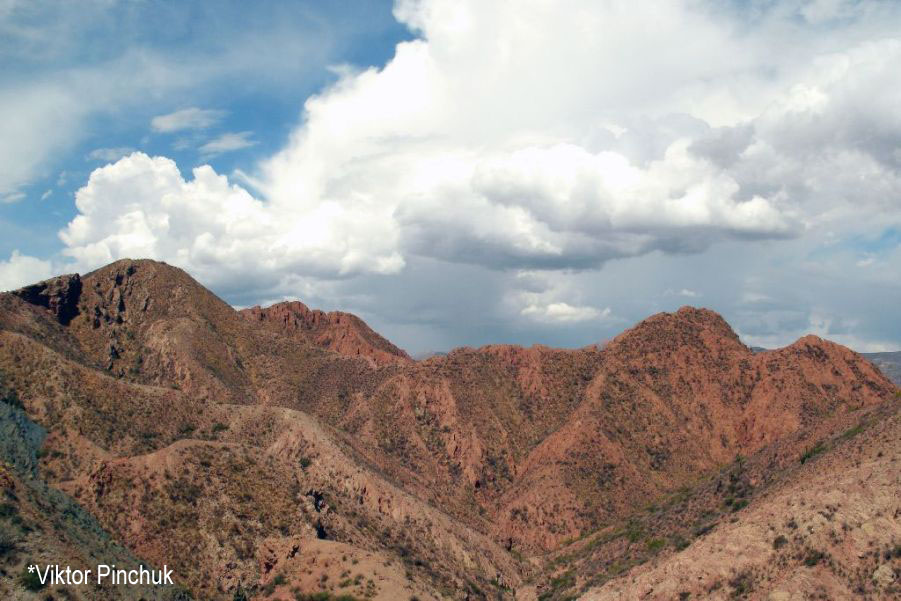
Каньон Колорадо (3)
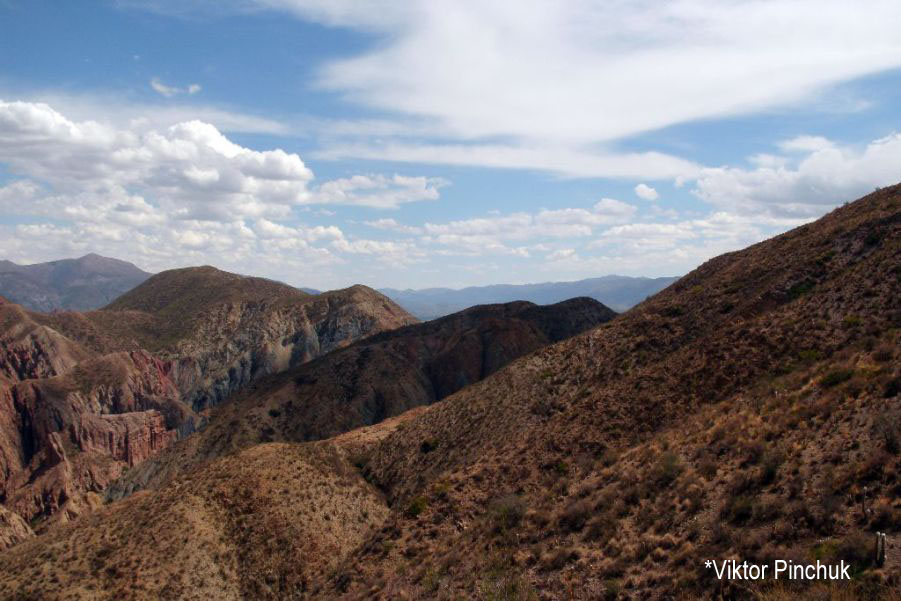
Каньон Колорадо (4)
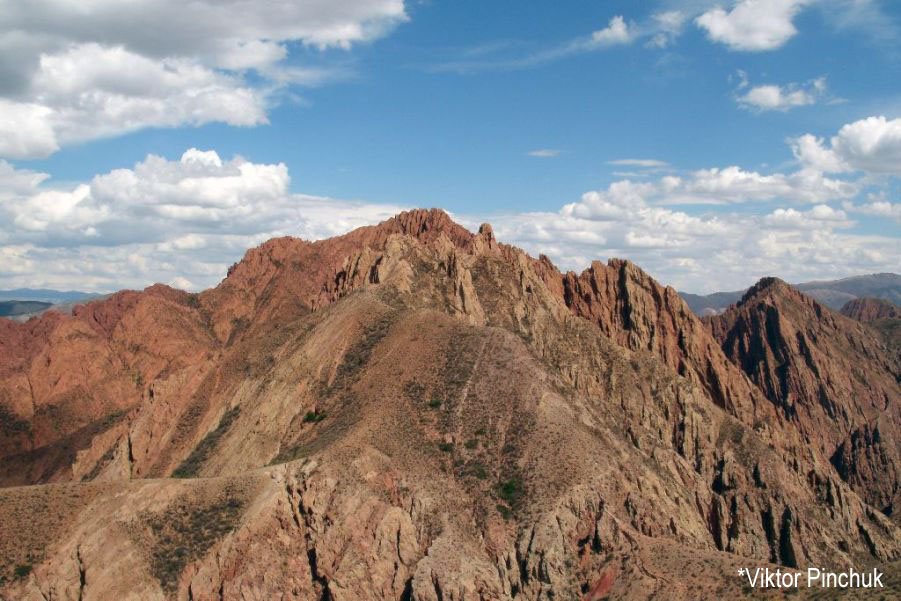
Каньон Колорадо (5)